# Cooper T81
Cooper T81 este o mașină de Formula 1 produsă de Cooper Car Company pentru sezonul de Formula 1 1966. Aceasta a marcat o revenire semnificativă pentru soarta echipei Cooper, câștigând două curse și permițându-i să termine pe locul trei în Campionatul Constructorilor în 1966 și 1967.

## Dezvoltare
T81 a fost proiectat înaintea sezonului Formula 1 1966 pentru a respecta noile reglementări privind motoarele de 3 litri care au intrat în vigoare în acel an. Acesta urma să fie propulsat de motoarele Maserati Tipo 9 de 2,5 litri V12, care fuseseră modificate pentru a ajunge la 3 litri. Acestea erau furnizate de Chipstead Group, distribuitorul britanic al lui Maserati, care preluaseră controlul asupra Cooper în aprilie 1965. Cooper testase motorul pe modelul intermediar T80.
În multe privințe, T81 a fost un exemplu tipic al epocii sale, având motorul amplasat în spate, radiatorul frontal, suspensia față cu prindere internă și un șasiu monocoque. De fapt, mașina a fost primul șasiu monocoque al echipei Cooper, deși până la acel moment o astfel de configurare devenise deja standard în Formula 1, fiind pionierată de Lotus 25 cu patru ani mai devreme. T81 și-a făcut debutul în cursa Marele Premiu al Siracuzei din 1966.
S-au făcut eforturi considerabile pentru reducerea greutății pentru sezonul 1967; varianta mai ușoară a fost denumită T81B.

## Istoric în curse
T81 a debutat la Marele Premiu al Siracuzei din 1966, care nu era parte din campionatul mondial. Echipa oficială nu a fost prezentă, dar Rob Walker a înscris o mașină pentru Jo Siffert, iar Guy Ligier a înscris propriul său vehicul. Siffert s-a calificat pe locul al treilea, dar a abandonat din cauza unei probleme mecanice, în timp ce Ligier s-a calificat pe locul al cincilea și a terminat pe locul al șaselea, ultimul.
Debutul în Campionatul Mondial a avut loc la Marele Premiu al Principatului Monaco din 1966. Jochen Rindt și Richie Ginther au fost piloții oficiali, calificându-se pe locurile 7 și 9, respectiv. Ambele mașini s-au retras cu probleme mecanice. Guy Ligier și Jo Bonnier au fost, de asemenea, prezenți și au terminat cursa, dar nu au fost clasificați.
Cu până la trei mașini de la echipa oficială și trei mașini private, au existat sugestii că echipa Cooper s-ar fi suprasolicitat, ceea ce a dus la pregătirea deficitară a mașinilor. Totuși, John Surtees, care l-a înlocuit pe Ginther după ce a părăsit Ferrari, a obținut prima victorie a modelului T81 în ultima cursă a sezonului 1966, în Mexic, și, la rândul său, înlocitorul lui Surtees, Pedro Rodríguez, a câștigat următoarea cursă, la deschiderea sezonului 1967 din Africa de Sud. Varianta T81B a fost prima dată pilotată de Rindt la Grand Prix-ul de la Monaco din 1967.
Cooper a încheiat pe locul al treilea în Campionatul Constructorilor în 1966 și 1967, cea mai bună poziție a lor de la 1962, dar a fost ultimul lor moment de glorie.
Ultima cursă pentru T81 a avut loc la începutul sezonului 1968, în Africa de Sud, condusă de piloții privați Jo Siffert și Jo Bonnier, deoarece echipa oficială trecuse deja la șasiul T86. La finalul sezonului 1968, Cooper s-a desființat, iar T81 a fost ultima mașină Cooper care a câștigat un Grand Prix în Campionatul Mondial.
În total, T81 (și T81B) a fost înscris de 85 de ori în cursă pe parcursul celor 21 de competiții, obținând 2 victorii, 1 pole position, 6 podiumuri și 23 de finale cu puncte, câștigând un total de 74 de puncte.

## Rezultate complete în Campionatul Mondial de Formula 1
| An   | Participante               | Motor        | Anvelope | Pilot           | 1   | 2   | 3   | 4   | 5   | 6   | 7   | 8   | 9   | 10  | 11  | 12  | Puncte  | WCC |
| ---- | -------------------------- | ------------ | -------- | --------------- | --- | --- | --- | --- | --- | --- | --- | --- | --- | --- | --- | --- | ------- | --- |
| 1966 | Cooper Car Company         | Maserati V12 | D        |                 | MON | BEL | FRA | GBR | NED | GER | ITA | USA | MEX |     |     |     | 30 (35) | 3rd |
| 1966 | Cooper Car Company         | Maserati V12 | D        | Jochen Rindt    | Ret | 2   | 4   | 5   | Ret | 3   | 4   | 2   | Ret |     |     |     | 30 (35) | 3rd |
| 1966 | Cooper Car Company         | Maserati V12 | D        | Richie Ginther  | Ret | 5   |     |     |     |     |     |     |     |     |     |     | 30 (35) | 3rd |
| 1966 | Cooper Car Company         | Maserati V12 | D        | Chris Amon      |     |     | 8   |     |     |     |     |     |     |     |     |     | 30 (35) | 3rd |
| 1966 | Cooper Car Company         | Maserati V12 | D        | John Surtees    |     |     | Ret | Ret | Ret | 2   | Ret | 3   | 1   |     |     |     | 30 (35) | 3rd |
| 1966 | Cooper Car Company         | Maserati V12 | D        | Moisés Solana   |     |     |     |     |     |     |     |     | Ret |     |     |     | 30 (35) | 3rd |
| 1966 | R.R.C. Walker Racing Team  | Maserati V12 | D        | Jo Siffert      |     | Ret | Ret | NC  | Ret |     | Ret | 4   | Ret |     |     |     | 30 (35) | 3rd |
| 1966 | Guy Ligier                 | Maserati V12 | D        | Guy Ligier      | NC  | NC  | NC  | 10  | 9   | DNS |     |     |     |     |     |     | 30 (35) | 3rd |
| 1966 | Anglo-Suisse Racing Team   | Maserati V12 | F        | Jo Bonnier      | NC  | Ret |     |     | 7   | Ret | Ret | NC  | 6   |     |     |     | 30 (35) | 3rd |
| 1967 | Cooper Car Company         | Maserati V12 | F        |                 | RSA | MON | NED | BEL | FRA | GBR | GER | CAN | ITA | USA | MEX |     | 28      | 3rd |
| 1967 | Cooper Car Company         | Maserati V12 | F        | Pedro Rodríguez | 1   | 5   | Ret | 9   | 6   | 5   | 11  |     |     |     | 6   |     | 28      | 3rd |
| 1967 | Cooper Car Company         | Maserati V12 | F        | Jochen Rindt    | Ret | Ret | Ret | 4   | Ret |     |     | Ret |     | Ret |     |     | 28      | 3rd |
| 1967 | Cooper Car Company         | Maserati V12 | F        | Alan Rees       |     |     |     |     |     | 9   |     |     |     |     |     |     | 28      | 3rd |
| 1967 | Cooper Car Company         | Maserati V12 | F        | Richard Attwood |     |     |     |     |     |     |     | 10  |     |     |     |     | 28      | 3rd |
| 1967 | Cooper Car Company         | Maserati V12 | F        | Jacky Ickx      |     |     |     |     |     |     |     |     | 6   |     |     |     | 28      | 3rd |
| 1967 | R.R.C. Walker Racing Team  | Maserati V12 | F        | Jo Siffert      | Ret | Ret | 10  | 7   | 4   | Ret | Ret | DNS | Ret | 4   | 12  |     | 28      | 3rd |
| 1967 | Joakim Bonnier Racing Team | Maserati V12 | F        | Jo Bonnier      | Ret |     |     | Ret |     | Ret | 6   | 8   | Ret | 6   | 10  |     | 28      | 3rd |
| 1967 | Guy Ligier                 | Maserati V12 | F        | Guy Ligier      |     |     |     | 10  | NC  |     |     |     |     |     |     |     | 28      | 3rd |
| 1968 | Cooper Car Company         | Maserati V12 | F        |                 | RSA | ESP | MON | BEL | NED | FRA | GBR | GER | ITA | CAN | USA | MEX | 0       | NC  |
| 1968 | Cooper Car Company         | Maserati V12 | F        | Brian Redman    | Ret |     |     |     |     |     |     |     |     |     |     |     | 0       | NC  |
| 1968 | R.R.C. Walker Racing Team  | Maserati V12 | F        | Jo Siffert      | 7   |     |     |     |     |     |     |     |     |     |     |     | 0       | NC  |
| 1968 | Joakim Bonnier Racing Team | Maserati V12 | F        | Jo Bonnier      | Ret |     |     |     |     |     |     |     |     |     |     |     | 0       | NC  |